# ريكي لوسون
ريكي لوسون (بالإنجليزية: Ricky Lawson)‏ هو طبال وكاتب أغاني أمريكي، ولد في 8 نوفمبر 1954 في ديترويت في الولايات المتحدة، وتوفي في 23 ديسمبر 2013 في Long Beach Memorial Medical Center ‏ في الولايات المتحدة بسبب أم الدم داخل القحف.

## وصلات خارجية
- الموقع الرسمي
- ريكي لوسون على موقع IMDb (الإنجليزية)
- ريكي لوسون على موقع ميوزك برينز (الإنجليزية)
- ريكي لوسون على موقع أول ميوزيك (الإنجليزية)
- ريكي لوسون على موقع ديسكوغز (الإنجليزية)
- ريكي لوسون على موقع قاعدة بيانات الفيلم (الإنجليزية)